# Domenico Sarro
Domenico Natale Sarro (ou Sarri) (né le 24 décembre 1679 à Trani, dans l'actuelle province de Barletta-Andria-Trani, dans la région des Pouilles et mort le 25 juin 1744 à Naples) est un compositeur italien de la période baroque.

## Biographie
Les seules indications relatives à sa jeunesse et à sa formation musicale proviennent de son contrat de mariage en date du 6 juin 1705. Après s'être rendu à Naples, il fut admis au Conservatoire de Sant'Onofrio a Porta Capuana, où il fut élève d'Angelo Durante (oncle du célèbre Francesco Durante).
Il écrit sa première composition en 1702, L'Opera d'Amore, opera sacré représenté pour la Confraternità della Santissima Trinità dei Pellegrini. L'année suivante, il participe au concours pour devenir maître de chapelle de la cour napolitaine, poste laissé vacant par Alessandro Scarlatti ; il est en compétition avec entre autres Gaetano Veneziano, Cristofaro Caresana et Francesco Mancini. Il n'obtient pas le poste de maître titulaire, dévolu à Veneziano, et prend en 1704 celui de second maître de chapelle.
Au cours des années 1706-1717, il compose pour les théâtres napolitains. À l'été 1706, il collabore avec le compositeur vénitien Tomaso Albinoni à la composition du dramma per musica La Griselda, et son premier opéra, Candaule, re di Lidia, est représenté pour la première fois en octobre de la même année au Teatro dei Fiorentini. En 1707, du fait de l'occupation de Naples par les Autrichiens, Veneziano et Sarro perdent leurs postes, remplacés par Alessandro Scarlatti de retour et Mancini comme second maître. Il se consacre alors jusqu'en 1709 à la composition d'oratorios et de sérénades. De 1709 à 1717, sa production musicale connaît une forte baisse. De ces années ressortent principalement l'intermezzo Barilotto, représenté à Venise à l'automne 1712, deux opéras mis en scène à Naples en 1713, et un grand nombre de cantates pour l'église San Paolo Maggiore (dont il fut maître de chapelle) et d'autres églises napolitaines.
De 1718 à 1741, il se consacre principalement à la composition de 'drammi per musica'. Parmi ceux-ci, l'Armida al campo donnée au Teatro San Bartolomeo pour le Carnaval de 1718, et la Didone abbandonata représenté dans le même théâtre avec les stars qu'étaient le ténor Annibale Pio Fabri dit Balino, la Bulgarelli dite La Romanina, soprano, et le castrat alto Nicolò Grimaldi dit Nicolino - ce fut la première mise en scène d'un livret de Métastase.
En 1720, après avoir été réintégré dans le poste de second maître de chapelle de la cour, il fut également nommé second maître de chapelle de la ville de Naples. En 1728, il en devient premier maître en succession de Gaetano Greco. En août 1737, il devient maître de la chapelle royale, succédant à Mancini.
Le Teatro San Carlo est inauguré le 4 novembre 1737 avec son opéra Achille in Sciro, en présence du roi Charles VII, avec Vittoria Tesi et Angelo Amorevoli. Suivront les représentations d' Ezio (4 novembre 1741 avec les célébrissimes soprano féminin Giovanna Astrua et castrat soprano Gaetano Majorano dit Caffarelli) et d'Alessandro nell'Indie (Carnaval 1743).

## Style
Sarro fut un compositeur de transition entre deux générations de musiciens napolitains : l'une représentée par Alessandro Scarlatti et Mancini, l'autre par Nicola Porpora, Leonardo Vinci, Leonardo Leo et d'autres plus jeunes.
Dans ses premières compositions apparaît un caractère quasi-contrapuntique dans la lignée d'Alessandro Scarlatti, mais à partir de 1718 dans ses opéras la structure se fait moins présente et la mélodie commence à acquérir une plus grande beauté. Il se rapproche tellement de la manière de Vinci que de nombreux historiens (dont Charles Burney) le considèrent plus comme un imitateur qu'un inventeur.
Après 1726, du fait de la prééminence de Vinci et Hasse sur la scène musicale napolitaine, ses succès disparaîtront et il occupera une place de second plan.

## Opéras
(Année, titre, librettiste, 1re exécution)
- 1706 (?)Le gare generose tra Cesare e Pompeo, Dramma per musica - (?) - (1706 ?; Teatro San Bartolomeo, Naples)
- 1706    Candaule Re di Lidia, Dramma per musica - Adriano Morselli - (Octobre 1706, Teatro dei Fiorentini, Naples)
- 1707	Il Vespasiano, Dramma per musica - Giulio Cesare Corradi, arrangement Carlo De Petris (1707, Teatro San Bartolomeo, Naples)
- 1707    Amore fra le impossibili, Dramma per musica - Girolamo Gigli - (&707, Teatro San Bartolomeo, Naples)
- 1712    Barilotto, Dramma per musica - Antonio Salvi - (1712, Teatro Sant'Angelo, Venise)
- 1713	I gemelli rivali, Dramma per musica - Nicolò Serino (13 février 1713, Teatro dei Fiorentini, Naples)
- 1713	Il comando non inteso ed ubbidito, Dramma per musica - Nicola Giuvo - (15 mai 1713, Teatro dei Fiorentini, Naples)
- 1718	Armida al campo, Dramma per musica - Francesco Silvani - (13 février 1718, Teatro San Bartolomeo, Naples)
- 1718    La fede ne' tradimenti (ou Anagilda), Dramma per musica - Girolamo Gigli - (15 mai 1718, Teatro San Bartolomeo, Naples)
- 1718    La fede nei tradimenti, Dramma per musica - (?) - (15 mai 1718, Teatro dei Fiorentini, Naples)
- 1718	L'Eudamia	(?)
- 1718	L'Arsace, Dramma per musica - Antonio Salvi - (17 décembre 1718, Teatro San Bartolomeo, Naples)
- 1719	Alessandro Severo, Dramma per musica - Apostolo Zeno - (14 mai 1719, Teatro San Bartolomeo, Naples)
- 1720	Ginevra principessa di Scozia, Dramma per musica - Apostolo Zeno - (20 juin 1720, Teatro San Bartolomeo, Naples)
- 1722    Lucio Vero, Dramma per Musica - Apostolo Zeno - (1722, Teatro San Bartolomeo, Naples)
- 1722	La Partenope, Dramma per musica - Silvio Stampiglia - (16 décembre 1722, Teatro San Bartolomeo, Naples)
- 1723	La caduta de decemviri, Dramma per musica (pasticcio) - Silvio Stampiglia - 26 décembre 1723, Regio Teatro Ducale, Milan)
- 1724	Didone abbandonata, Dramma per musica - Pietro Metastasio - (1er février 1724, Teatro San Bartolomeo, Naples)
- 1725    Tito Sempronio Gracco, Dramma per musica - Silvio Stampiglia - (Janvier 1725, Tetro San Bartolomeo, Naples)
- 1726    Il Valdemaro, Dramma per musica - (?) - (Carnaval 1726, Teatro delle Dame, Rome)
- 1727	Siroe, re di Persia, Dramma per musica - Pietro Metastasio - (25 juin 1727, Teatro San Bartolomeo, Naples)
- 1731	Artemisia, Dramma per musica - Giovanni Ambrogio Migliavacca - (7 juin 1731, Teatro San Bartolomeo, Naples)
- 1731    Berenice, Dramma per musica - Giuseppe Papis, d'après Francesco Silvani - (13 janvier 1732, Teatro Argentina, Rome)
- 1735    Demofoonte Dramma per musica - Pietro Metastasio - Acte I seulement (acte II : Mancini ; acte III : Leo) - (20 janvier 1735, Teatro San Bartolomeo, Naples)
- 1736	L'Alessandro nelle Indie, Dramma per musica - Pietro Metastasio (4 novembre 1736, Teatro San Bartolomeo, Naples)
- 1737	Achille in Sciro, Dramma per musica - Pietro Metastasio - (4 novembre 1737, inauguration du nouveau Grande Real Teatro San Carlo, Naples)
- 1741	Ezio, Dramma per musica - Pietro Metastasio	- (4 novembre 1741, Real Teatro San Carlo, Naples)

## Intermezzi
- 1706    La Calisto (ou Bleso  Lucilla) - (pour les entractes de Candaule Re di Lidia)
- 1713    Batto e Cintia - (pour I gemelli rivali)
- 1713    Frullo e Spalletta - (pour Il comando non inteso ed obbedito)
- 1722    Eurillo e Feltrammo - (pour La Partenope)
- 1724    Dorina e Nibbio (ou L'impresario delle Isole Canarie) - (pour Didone abbandonata)
- 1727    Moschetta et Grullo - (pour Siroe Re di Persia)
- 1731    La furba e lo sciosso - (pour Artemisia)

## Comédies en musique
- 1735    Gli amanti generosi - Tommaso Mariani - (15 mai 1735, Teatro dei Fiorentini, Naples)
- 1736    Fingere per godere - Tommaso Mariani - (Printemps 1736, Teatro Novo, Naples)
- 1738    La Rosaura - Gennaro Antonio Federico - (Carnaval 1738, Teatro dei Fiorentini, Naples)

## Sérénade
- 1708    Amore, Eco e Narcisso, pour célébrer la conquête de la Sardaigne - (?) - 8 septembre 1708, Palais du Duc d'Alvito, Naples)
- 1709    Giunone, Imeneo e la Notte, pour le mariage de Diego d'Andrea - (?) - (Mai 1709, Naples)
- 1716    La contesa di Pallade e Venere, pour le mariage de Don Gregorio Pinto, Prince de Montaguto - Giovanni Giacomo Alberghetti - (21 janvier 1716, Naples)
- 1716    Il gran giorno 'Arcadia, pour la naissance du Grand-Duc Leopold - (?) - Mai 1716, Palais Royal, Naples)
- 1716    Rida il mar, en l'honneur de l'Empereur Charles VI et du Grand-Duc Leopold
- 1718    La gara della Virtù et della Bellezza, pour le mariage de Don Scipione Spinelli, Duc de Semmara - (?) - (1718, Naples)
- 1718    Pel nome della Contessa Daun Viceregina - (?) - (1718, Palais royal de Naples )
- 1720    Scherzo festivo fra le Ninfe di Partenope, pour l'anniversaire de l'Impératrice - Domenico Gentile - (28 août 1720, Palais Royal, Naples)
- 1721    Endimione, pour le mariage d'Antonio Pignatelli, Prince de Belmonte - Pietro Metastasio - (Juin 1721, Naples)
- 1721    Sérénade pour le mariage de Filomarino Ptince della Rocca - (?) - Janvier 1721, Naples)
- 1725    Il Florindo, 'favola boschereccia' pour le mariage de Don Andrea Coppola, Duc de Canzano - (?) - (1725, Naples)
- 1739    Le nozze di Teti e Peleo, pour les festivités suivant le mariage de l'Infant Philippe à Madrid - Nicola Giuvo - (20 décembre 1739, Naples)
- 1741    Sérénade pour la visite de l'émissaire du Grand Turc - (?) - (Octobre 1741, Naples)
- 1742    Sérénade pour la naissance de la Princesse Maria Giuseppa de Naples (en collaboration avec Leo) - (non représentée du fait de la mort de la princesse)

## Autres
76 cantates de chambre, cantates d'église, oratorios, airs, musique instrumentale (dont un concerto pour flûte et basse continue).